# Пер Торен
Пер Торен (швед. Per Thorén; Стокхолм, 26. јануар 1885. — Стокхолм, 5. јануар 1962) је био шведски клизач у уметничком клизању. Освајач је бронзане медаље на Летњим олимпијским играма 1908. у Лондону. Један од скокова у клизању је назван по њему.

## Такмичарски резултати
| Догађај            | 1904 | 1905 | 1906 | 1907 | 1908 | 1909 | 1910 | 1911 |
| ------------------ | ---- | ---- | ---- | ---- | ---- | ---- | ---- | ---- |
| Олимпијада         |      |      |      |      | 3    |      |      |      |
| Светско првенство  |      | 3    | 5    | 4    |      | 2    | 4    |      |
| Европско првенство |      |      | 3    | 4    |      | 3    | 3    |      |
| Шведско првенство  | 2    | 1    | 2    | 1    | 2    |      |      |      |